# 再審特例法案
再審特例法案（さいしんとくれいほうあん）とは死刑囚の再審の特例を規定した法案。正式名称は「死刑の確定判決を受けた者に対する再審の臨時特例に関する法律案」。

## 概要
起訴された時点でGHQ統治下の日本であり、裁判で死刑が確定して未執行の死刑囚に対して、再審を規定したもの。
具体的には1945年9月2日から1952年4月28日までに起訴された事件で死刑が確定した未執行の死刑囚の再審を規定したものであった。
GHQ統治下の日本の裁判で以下の問題があった。
1. GHQ統治下の政治的影響力により、手続きの公正が保障されていたとは限らないこと。
2. 1949年の新刑事訴訟法施行前後で捜査当局による自白偏重の弊害が抜けきらず、人権擁護の手続きに問題が残っていたこと。
3. 上記のため物的証拠を欠く疑わしい事件があり、未執行死刑囚の多くが無実を主張していること。

1968年4月に神近市子衆議院議員によって国会に提出されたが、廃案となった。しかし、1969年7月8日に衆議院法務委員会で西郷吉之助法務大臣が占領下時代に起訴した6事件7人の死刑囚について恩赦を検討することを表明。その後、7人中3人に対して刑を死刑から無期懲役に減刑する恩赦がされた。残る4人は2人は再審無罪となり、1人は病死、1人は死刑が執行された。1987年5月10日を最後に法案が想定する死刑執行を待つ死刑囚は存在しない。

## 西郷吉之助法務大臣が恩赦を検討した6事件7人の死刑囚
| 死刑囚   | 事件                     | 事件発生日     | 死刑確定日     | その後                                        |
| -------- | ------------------------ | -------------- | -------------- | --------------------------------------------- |
| 平沢貞通 | 帝銀事件                 | 1948年1月26日  | 1955年5月7日   | 1987年5月10日病死                             |
| KY       | 市川賭博仲間殺人事件     | 1948年5月17日  | 1952年3月28日  | 1970年7月17日無期懲役恩赦 1971年6月病死       |
| HY       | 菅野村強盗殺人・放火事件 | 1949年6月10日  | 1951年7月10日  | 1969年9月2日無期懲役恩赦 1978年3月4日病死     |
| 谷口繁義 | 財田川事件               | 1950年2月28日  | 1957年1月22日  | 1984年3月12日再審無罪                         |
| TN       | 福岡事件                 | 1947年5月20日  | 1956年4月17日  | 1975年6月17日死刑執行                         |
| KI       | 福岡事件                 | 1947年5月20日  | 1956年4月17日  | 1975年6月17日無期懲役恩赦 1989年12月8日仮釈放 |
| 免田栄   | 免田事件                 | 1948年12月30日 | 1951年12月25日 | 1983年7月15日再審無罪                         |

### 恩赦検討過程
1969年、中央更生保護審査会は、菅野村強盗殺人・放火事件により服役していた受刑者について恩赦を検討。犯行当時、夫と子供が生活に苦しんでおり動機に同情すべき点があること、犯行に対して反省する気持ちが強いこと、拘禁性精神病にかかっていることなどを理由に上記7人の受刑者のうち初めて恩赦を認めた。このことについて法務省関係者は、同事件受刑者が拘禁性精神病のため刑が執行できない状態にあり、早くから恩赦の検討をしていたもので、他の6人とは事情が違うと説明している。